# 福島市渡利学習センター
福島市渡利学習センター（ふくしまし わたりがくしゅうセンター）は、福島県福島市にある生涯学習施設である。

## 概要
福島市学習センター条例に基づき設置された学習センターの一つであり、福島市渡利地区北東部、字岩崎町の一級水系阿武隈川水系くるみ川沿いに位置する。福島市渡利公民館として設立され、渡利地区の住民の生涯学習の拠点として利用されてきた。建設から40年を経たことで老朽化が進んだことから隣接する渡利地区体育館と機能統合をし、多目的ホールを備えた新たな学習センターの整備事業が2017年度より開始された。それに先立ち渡利地区体育館が2018年4月1日に廃止され解体された。2019年7月より建設工事が行われ、2020年夏ころの供用開始を予定している。新たな施設は延床面積1500平方メートルの鉄筋コンクリート造2階建てで、530平方メートルの多目的ホールや講義室、音楽視聴室などが設けられる。

## 施設
1階
- 和室
- 調理実習室

2階
- 大ホール
- 講義室
- 図書室（福島市立図書館分館）

## 沿革
- 1951年10月 - 福島市公民館の分館として渡利公民館が設置される。
- 1979年6月 - 現在地に渡利公民館が落成、開館する。
- 2005年4月 - 福島市公民館条例が廃止され福島市学習センター条例が施行される。これにより福島市渡利学習センターへ改称される。
- 2018年4月1日 - 渡利地区体育館が廃止、閉館される。

## 開館
- 開館時間 - 午前9時～午後9時（未登録団体の専用使用は午後5時45分まで）
- 休館日 - 毎週火曜日、国民の祝日、12月29日から翌年1月3日まで

## アクセス
- JR福島駅より福島交通バス渡利北回り線渡利学習センター停留所より徒歩3分

## 周辺
- 福島県道308号山口渡利線
- くるみ川
- 国道114号渡利バイパス
- わたり病院